# Walking Disaster
Walking Disaster – drugi singel kanadyjskiego zespołu Sum 41 promujący album Underclass Hero wydany 23 lipca 2007 za pośrednictwem Island Records. Zespół zagrał piosenkę na żywo w programie The Tonight Show with Jay Leno 24 lipca 2007.
Piosenkę napisał Deryck Whibley, skomponowana jest w stylu pop punk, podobna w swojej strukturze do utworu “March of the Dogs” (inna piosenka z albumu Underclass Hero). Jak powiedział Whibley w jednym z wywiadów, piosenka opowiada o dzieciństwie muzyka, dorastaniu i refleksjach, gdy został już dorosłym mężczyzną. Utwór napisany jest chronologicznie, zaczyna się od wersu “Mom and Dad both in denial, an only child to take the blame”, przedstawia wizję przeszłości Whibleya, popsutą przez konflikty między jego rodzicami. “Walking Disaster” kończy się optymistycznym akcentem - “I can’t wait to see you smile, wouldn’t miss it for the world” - refleksjami nt. dojrzewania muzyka i przechodzenia w dorosłość. Wyraża zadowolenie, że jest zdolny widzieć rzeczy inaczej, niż gdy był dzieckiem.
Utwór ukrywa koncepcję "zdziwienia, konfuzji i frustracji nowoczesnym porządkiem rzeczy i obecnym wyglądem społeczności".

## Teledysk
Wideo do "Walking Disaster" zostało nagrane w czasie pobytu Sum 41 w Los Angeles w trakcie przygotowań do występu w programie Jay Leno. Premiera filmu odbyła się 20 sierpnia 2007 na antenie telewizji MTV2. Wideo przedstawia robota biegającego po Los Angeles. W tym czasie zespół gra utwór w sklepie z zabawkami. Pod koniec teledysku robot odnajduje drogę powrotną do sklepu, który został zniszczony przez Sum 41.  

## Spis utworów

### Wersja CD
1. "Walking Disaster"
2. "No Apologies"
3. "Underclass Hero"
4. Multimedia

### Wersja radiowa
1. "Walking Disaster" (radio edit)